# Wado (Kedungtuban)
Wado is een bestuurslaag in het regentschap Blora van de provincie Midden-Java, Indonesië. Wado telt 7161 inwoners (volkstelling 2010).